# 杉浦宏 (水族館員)
杉浦 宏（すぎうら ひろし、1930年9月18日 - ）は、日本の水族館員、水生生物研究者。
東京都出身。日本大学農学部水産学科を卒業。恩賜上野動物園水族館に勤務したのち、井の頭自然文化園水生物館長、上野動物園飼育課に勤めた。国際学院埼玉短期大学教授を務めた。ラジオ「全国こども電話相談室」の回答者としても活動した。幼年向けの書籍（絵本・紙芝居）を含めた、水生生物に関する多くの著作がある。
2000年「国際的視野から見た水族館の役割 技術的進歩について」で日本大学から博士 (国際関係)を授与される。

## 著書
- 『原色海水魚の飼い方 付・磯の動物たち』主婦と生活社、1966年
- 『小動物の飼いかた』秋田書店《カラー版ジュニア入門百科》、1970年
- 『ぼくはタコの子・おかあさんのいたぬま』清水耕蔵等絵 主婦と生活社、1970年
- 『図解水生動物飼育観察の教室』北隆館、1971年
- 『水族館こんにちわ 海と魚に魅せられて』文化出版局《レモン新書》、1972年
- 『海水魚の飼い方 やさしい採集と飼育 付・磯の生物』ひかりのくに、1974年
- 『みずにすむどうぶつ』教育研究社、1977年
- 『魚もたべる』吉崎正巳絵 フレーベル館、1986年
- 『魚もねむる 杉浦宏の魚の話』吉崎正巳絵 フレーベル館、1986年
- 『魚も身をまもる 杉浦宏の魚の話』吉崎正巳絵 フレーベル館、1986年
- 『魚もふえる』たかはしきよし絵 フレーベル館、1987年
- 『魚もみるきく 杉浦宏の魚の話』たかはしきよし絵、フレーベル館、1987年
- 『しあわせかい?不忍池のドガモたち』実業之日本社、1991年
- 『わが子に語る動物のふしぎな話』フォー・ユー 日本実業出版社、1991年
- 『だれもしらないザリガニの話 』夏目尚吾画 童心社、1992年
- 『動物たちの死をみつめて 死から生きることを考える』弘文堂《叢書死の文化》、1993年
- 『みんながしらないカメの話』夏目尚吾画 童心社、1994年

### 共編著
- 『魚・貝のふしぎと飼いかた・ふやしかた』林寿郎共著 あすなろ書房、1966年
- 『みぢかな小動物のふしぎと飼いかた』林寿郎,小森厚共著 あすなろ書房、1966年
- 『カメの話』山内ジョージ共著 小峰書店、1975年
- 『カラー熱帯魚淡水魚百科』編著 藤川清写真 平凡社、1980年
- 『水族館は海への扉』編著 岩波ジュニア新書、1989年
- 『イルカのルカ』脚本 福田岩緒画 童心社のかみしばい、1992年
- 『うみのいきもの』編著 ひかりのくに、1992年
- 『みずべのいきもの』編著 ひかりのくに、1992年
- 『うみべのたんけん』脚本 高橋透画 童心社のかみしばい、1993年
- 『ジャングルへかえったオランウータン』脚本 福田岩緒画 童心社のかみしばい、1994年
- 『どうぶつのてんきよほう』脚本 やべみつのり画 童心社のかみしばい、1995年
- 『おなじかな?』脚本 夏目尚吾画 童心社のかみしばい、1996年
- 『やさしいワニのおかあさん』脚本 多田ヒロシ画 童心社、1998年
- 『あかちゃんカメさんこんにちは』脚本 黒川光広画 童心社のかみしばい、1999年
- 『うぐいすのホー』脚本 松成真理子絵 童心社、2005年